# CityCenter Tram
De Aria Express, ook wel CityCenter Tram genoemd, is een monorail-achtige verbinding tussen de verschillende CityCenter-projecten en de nabijgelegen hotels en casino's. De lijn beslaat een gedeelte van de Strip in Las Vegas, Nevada, Verenigde Staten. De lijn is tegelijkertijd met het CityCenter Project ontwikkeld en is eigendom van MGM Resorts International en Infinity World Development. De dagelijkse uitvoering van de lijn is echter de verantwoordelijkheid van MGM Resorts International.

## Geschiedenis
De CityCenter Tram werd in 2004 als onderdeel van het CityCenter Project aangekondigd en er werd in 2008 begonnen met de bouw van dit onderdeel van het project. De bouw van Doppelmayr Cable Car, ook ontwikkelaar van de Mandalay Bay Tram, werd eind 2009 afgerond. Het vervoersmiddel werd zelf als eerste onderdeel van het volledige CityCenter geopend op 1 december 2009.

## Ligging

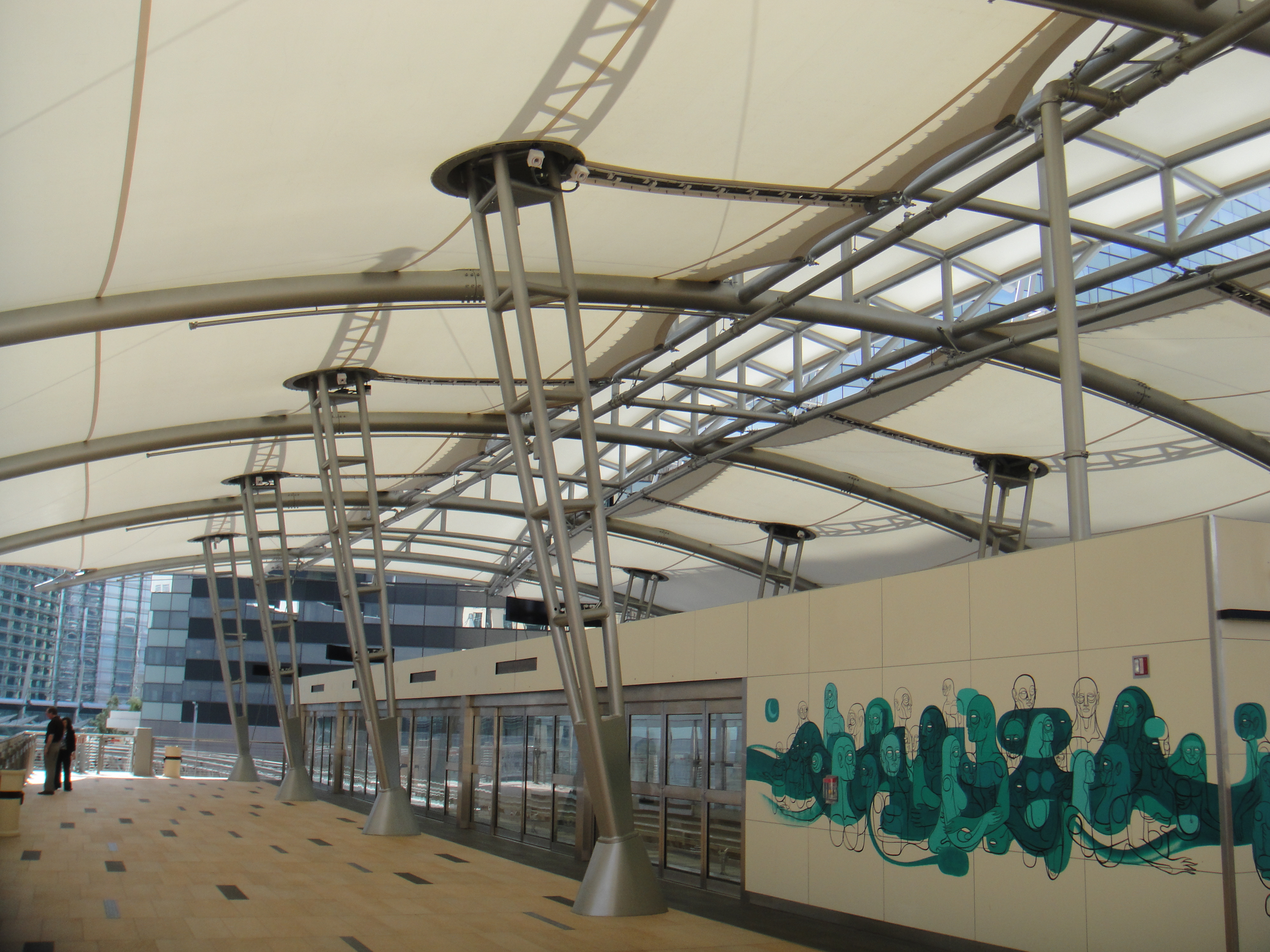
De Bellagio halte.

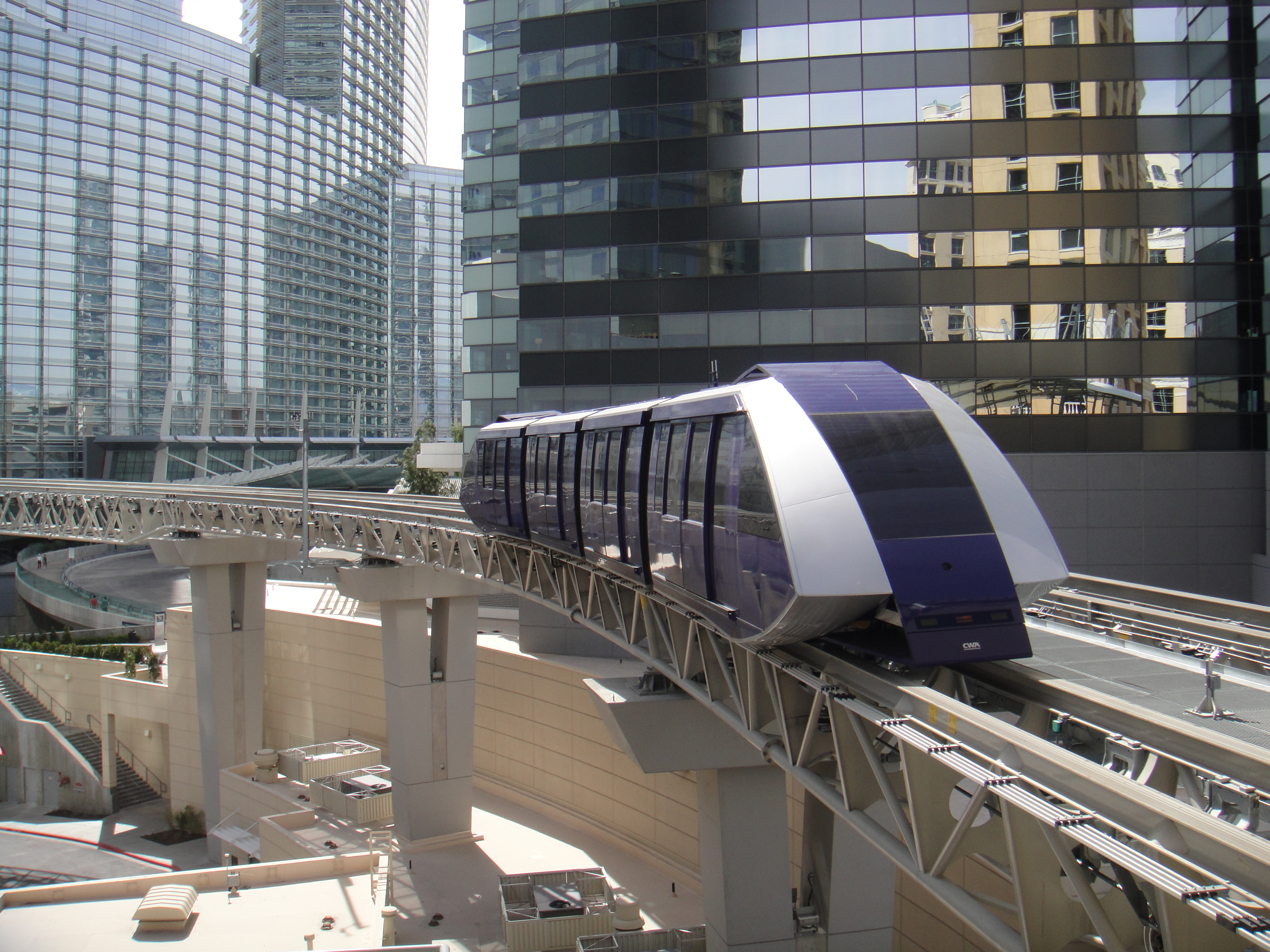
De CityCenter Tram in 2010.

De lijn ligt volledig op het terrein van het CityCenter aan de Strip. Het ene uiterste bevindt zich bij het Aria en het Park MGM aan de achterkant van de Strip en het andere eind bevindt zich bij het Bellagio aan de noordkant van het CityCenter. Bij dit traject wordt er een tussenstop gemaakt aan de voorkant van het terrein bij The Crystals.

### Haltes
| \| \| Park MGM \| \| \| \| \| \| \| \| \| \| The Crystals \| \| \| \| \| \| \| \| \| \| Bellagio \| \| \| |              |  |  |
| KBHFa | Park MGM     |  |  |
| STR |              |  |  |
| BHF | The Crystals |  |  |
| STR |              |  |  |
| KBHFe | Bellagio     |  |  |

## Ontwerp
Het vervoermiddel is ontworpen door Doppelmayr Cable Car als onderdeel van het CityCenter. Hierbij moest het klantvriendelijk zijn en zorgen dat het uitzicht van de gasten optimaal is. Het systeem heeft twee onafhankelijke lijnen met een trein met vier wagons die ieder 33 personen kunnen vervoeren. Het grootste doel van de CityCenter Tram is het vervoeren van bezoekers tussen de verschillende MGM Resorts eigendommen. Daarom staat het ook in verbinding met het Park MGM en met het Bellagio, beide eigendommen van MGM Resorts.